# 2n NHK Kōhaku Uta Gassen
El 2n NHK Kōhaku Uta Gassen (第2回NHK紅白歌合戦, en català: 2a Batalla de Cançons de Roigs i Blancs) fou celebrat el 3 de gener de 1952 a Tòquio i emés en directe per la Ràdio 1 de la Corporació Emissora del Japó (NHK). L'emissió va durar noranta minuts, des de les 19:30 fins a les 21:00 hores. En aquesta segona edició, l'equip guanyador tornà a ser el blanc o Shiro-gumi compost pels artistes masculins, que ja havia guanyat l'anterior edició de 1951.

## Presentadors
- Masaharu Tanabe — Moderador del concurs i presentador de l'NHK

- Kiyoko Tange — Actriu i padrina de l'equip roig.
- Shūichi Fujikura — Presentador i padrí de l'equip blanc.

## Cançons participants
|  | Ordre | Artista          | #   | Cançó                          |
|  | ----- | ---------------- | --- | ------------------------------ |
|  | 1     | Teruko Akatsuki  | 2na | "Tokyo Sunshine Boy"           |
|  | 2     | Hisao Itō        | 1ra | "Yama no Kemuri"               |
|  | 3     | Mariko Ike       | 1ra | "Koi no Machikado de"          |
|  | 4     | Kiyoshi Utsumi   | 1ra | "Sasurai no Tabiji"            |
|  | 5     | Shizuko Kasagi   | 1ra | "Kaimono Boogie"               |
|  | 6     | Atsuo Okamoto    | 1ra | "Akogare no Yūbin Basha"       |
|  | 7     | Yukie Kubo       | 1ra | "Yatton Bushi"                 |
|  | 8     | Noboru Kirishima | 1ra | "Akai Tsubaki no Minato Machi" |
|  | 9     | Fubuki Koshiji   | 1ra | "Begin the Beguine"            |
|  | 10    | Masao Suzuki     | 2na | "Hōnen Odori"                  |
|  | 11    | Machiko Sanjō    | 1ra | "Tokyo Hika"                   |
|  | 12    | Shin Segawa      | 1ra | "Jōshūgarasu"                  |
|  | 13    | Tsuzuko Sugawara | 2na | "Enoshima Hika"                |
|  | 14    | Itsurō Takeyama  | 1ra | "Aizen Bashi"                  |
|  | 15    | Yukiko Todoroki  | 1ra | "Koshinuke Nichō Kenjū"        |
|  | 16    | Ken Tsumura      | 1ra | "Shanghai Gaeri no Riru"       |
|  | 17    | Aiko Hirano      | 1ra | "Niji yo Itsumademo"           |
|  | 18    | Rokurō Tsuruta   | 2na | "Kōkai Chanson"                |
|  | 19    | Akiko Futaba     | 2na | "Morocco Kara Kita Onna"       |
|  | 20    | Katsuhiko Haida  | 1ra | "Alps no Makiba"               |
|  | 21    | Junko Mihara     | 1ra | "Shinobi Naku Ame"             |
|  | 22    | Isao Hayashi     | 2na | "Dakota no Tasogare"           |
|  | 23    | Hamako Watanabe  | 2na | "San Francisco no Chinatown"   |
|  | 24    | Ichirō Fujiyama  | 2na | "Olympic no Uta"               |